# Jeune Fille lisant une lettre à la bougie
Jeune Fille lisant une lettre à la bougie est un tableau du peintre français Jean-Baptiste Santerre. Il mesure 64 × 79 cm et figure aux collections du musée des beaux-arts Pouchkine à Moscou.